# Гелхајм
Гелхајм (њем. Göllheim) општина је у њемачкој савезној држави Рајна-Палатинат. Једно је од 81 општинског средишта округа Донерсберг. Према процјени из 2010. у општини је живјело 3.736 становника. Посједује регионалну шифру (AGS) 7333026.

## Географски и демографски подаци
Гелхајм се налази у савезној држави Рајна-Палатинат у округу Донерсберг. Општина се налази на надморској висини од 244 метра. Површина општине износи 18,0 km². У самом мјесту је, према процјени из 2010. године, живјело 3.736 становника. Просјечна густина становништва износи 207 становника/km².

## Међународна сарадња
| Мјесто      | Држава    | Врста сарадње | Од    |
| ----------- | --------- | ------------- | ----- |
|             | Пољска    | партнерство   | 1996. |
| Марано Екво | Италија   | партнерство   | 1991. |
|             | Француска | партнерство   | 1977. |
| Извор       |           |               |       |